# 오가타 겐잔
오가타 겐잔(尾形 乾山, 1663년 ~ 1743년 7월 22일)은 에도 시대의 화가, 도공이다. 이름은 고레미츠. 통칭은 곤페이, 신자부로. 호는 심성, 건산, 영산, 부륙·도선, 자취, 상고재, 도은, 경조일민, 화락산인, 시정당 등이다. 흔히 가마 이름으로 사용한 겐잔(乾山, 건산)으로 알려져 있다.

## 생애

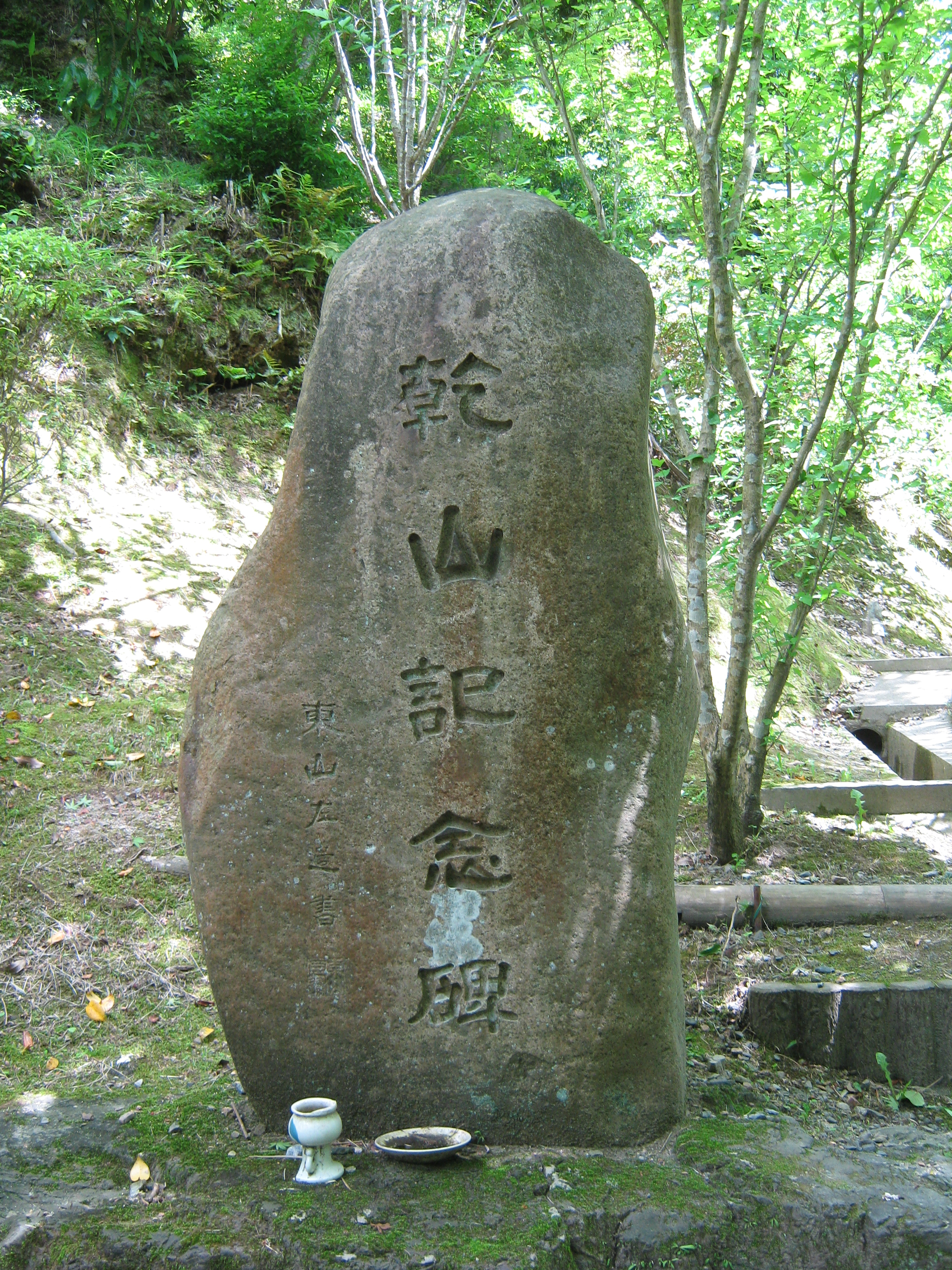
겐잔 기념비、교토시 히가시야마구 기요미즈데라 안、1920년 건립

교토의 포목상 안금점의 셋째 아들로 태어났으며, 곤페이(權平)라고 이름이 지어졌다. 6살 연상의 형은 오가타 고린(光琳)이다. 조쿄 4년(1687년), 아버지의 유언에 따라 무로마치 하나다테쵸, 혼죠카인쵸, 타카가미네 3개의 저택과 서적, 금은 등을 오가타 고린과 반반으로 물려받았다. 난봉꾼으로 유명해 재산을 탕진한 형 오가타 고린과 대조적으로 오가타 겐잔은 내성적이고 책을 좋아하고 은둔하기를 좋아해서 막대한 유산을 물려 받았음에도 수수한 생활을 했다. 겐로쿠2년(1689년), 닌나지 남쪽에 습정당을 짓고 참선과 학문에 힘썼다. 닌나지 근처에는 노노무라 닌세이가 살고있었다. 일찍이 겐잔은 혼아미 고에츠의 손자 혼아미 코스케와 라쿠 도자기에 대해 기초를 배운적이 있었고, 이 시기에 히토키요에게 본격적으로 도예를 배웠다. 37세때 일찍이 오가타 형제를 눈여겨 보고 있던 니조 츠나히라가 나루타키 북서쪽 이즈미타니에 산장을 주고 그곳에 가마를 열도록 했다. 가마의 장소가 도의 북서쪽이므로 호를 「건산」으로 짓고 작품에 써넣었다. 쇼토쿠2년(1712년), 50세가 되던 해에 교토 시내의 니죠 쵸시아쵸(현재 니죠도리)로 이주해 많은 작품을 만들었다. 자유분방한 그림과 세련미 속의 소박함이 있는 화풍이 특징이며, 겐잔이 그릇을 빚고 고린이 그림을 그린 합작품도 많다. 교호16년(1731년), 69세 되던 해에 삼산관령 공관법친왕의 지우를 받아 에도 이리야로 이주했다. 겐분2년(1737년) 9월부터 초겨울까지 시모쓰케국 사노시에서 도예 지도를 했다. 그 후 에도에 돌아와 81세에 사망했다. 절명시는 '울었던 일도 기뻤던 일도 지나고 젖으면 새벽 꿈뿐이다'.
겐잔의 이름은 2대, 3대로 이어져 내려갔다. 다만 혈연이나 사제관계로 계승된 것이 아니라, 각자 자칭한 것이다.

## 대표작

### 중요 문화재 지정 작품

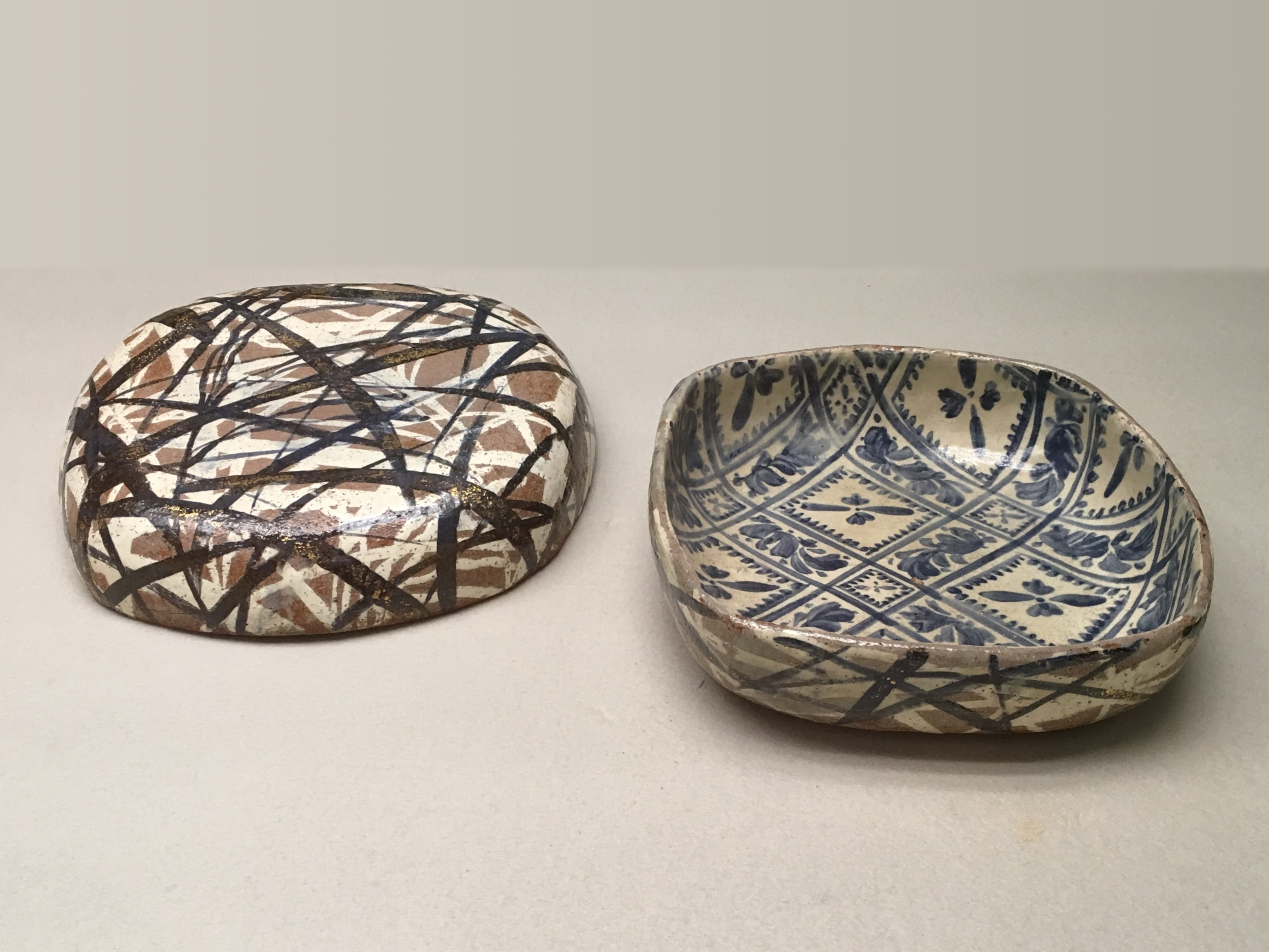
백열염부금채보문합물 (산토리 미술관)

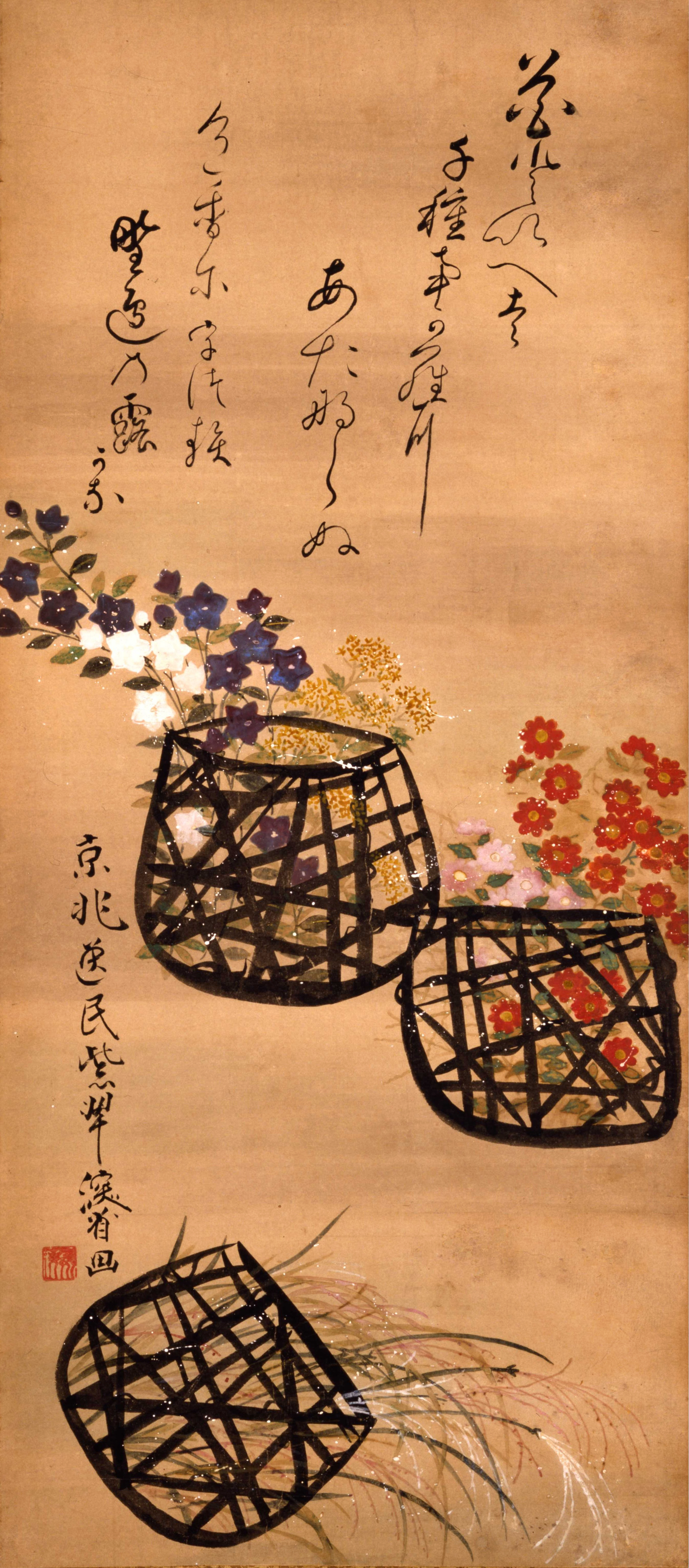
화농도 (후쿠오카시 미술관)

#### 도예
- 금은감회송수문합물(金銀藍絵松樹文蓋物) - 이데미츠 미술관
- 수감금회회참명(銹藍金絵絵替皿) 5개 - 네즈 미술관
- 백열염부금채보문합물(白泥染付金彩薄文蓋物) - 산토리 미술관
- 수회낭산수도차완(銹絵滝山水図茶碗) - 개인소장
- 색회용전천문투조반발(色絵龍田川文透彫反鉢) - 오카다 미술관
- 색회십이월화가화조도각명(色絵十二ヶ月和歌花鳥図角皿) - MOA 미술관

#### 오가타 고린과 합작품
※겐잔이 도예, 고린이 그림을 그린 작품
- 수회수로인도육각명(銹絵寿老人図六角皿) - 오구라 미술관
- 수회관구도각명(銹絵観鴎図角皿) - 도쿄 국립박물관
- 수회회참각명(銹絵絵替角皿) 10개 - 후지타 미술관
- 수회송학도육각명(銹絵松鶴図六角皿) 호에이7년(1710년) - 개인소장
- 수회한산섭득도각명(銹絵寒山拾得図角皿) 2개 - 도쿄 국립박물관

#### 회화
- 화농도(花籠図) - 후쿠오카시 미술관
- 팔교도(八橋図) - 문화청 보관
- 무장야우전천도난상(武蔵野隅田川図乱箱) 간포3년(1743년) - 야마토 분카간 미술관

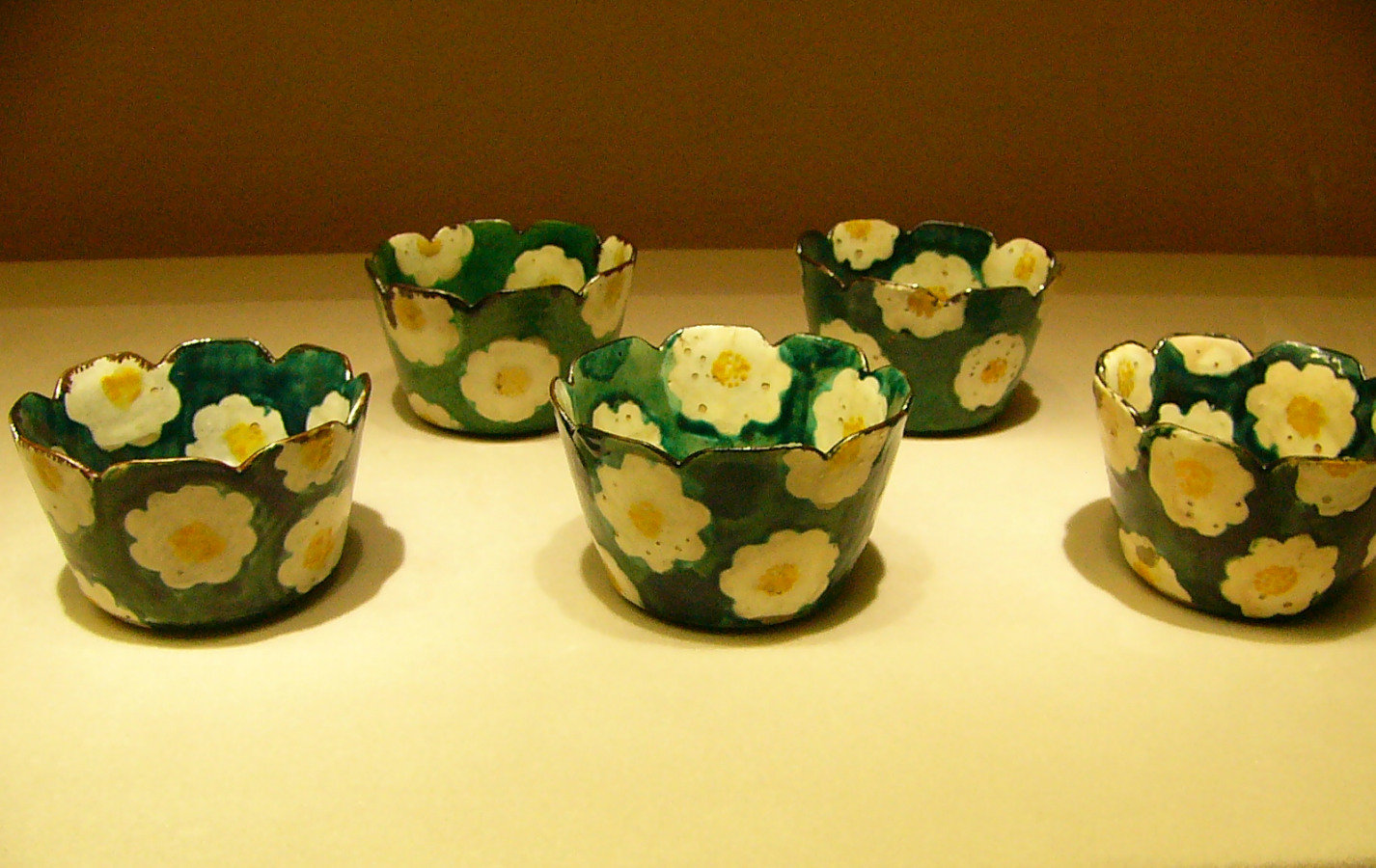
색회춘문륜화향부(色絵椿文輪花向付) 오사카 시립 동양 도자 미술관
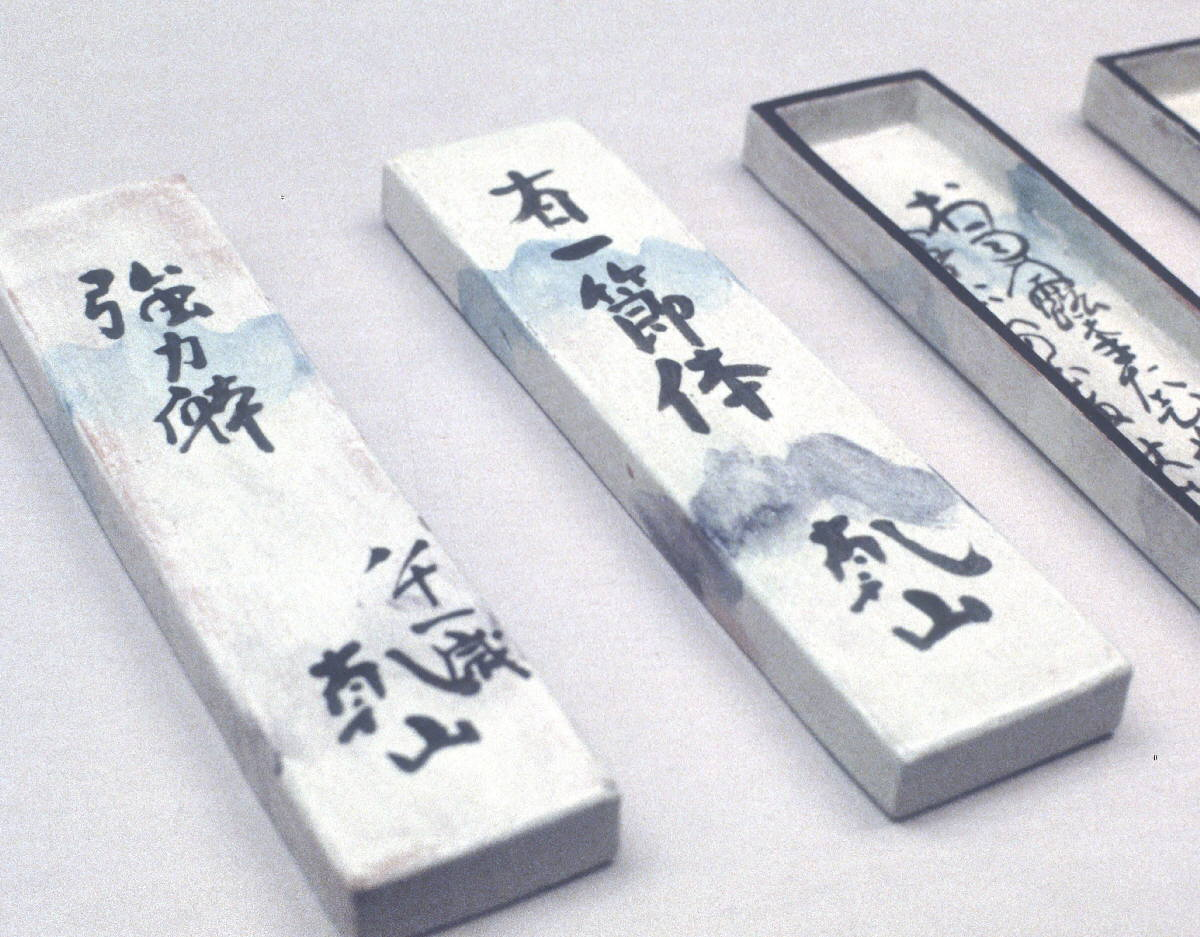
수로십체화가단책명(銹絵十体和歌短冊皿) 1743년 도쿄 국립박물관
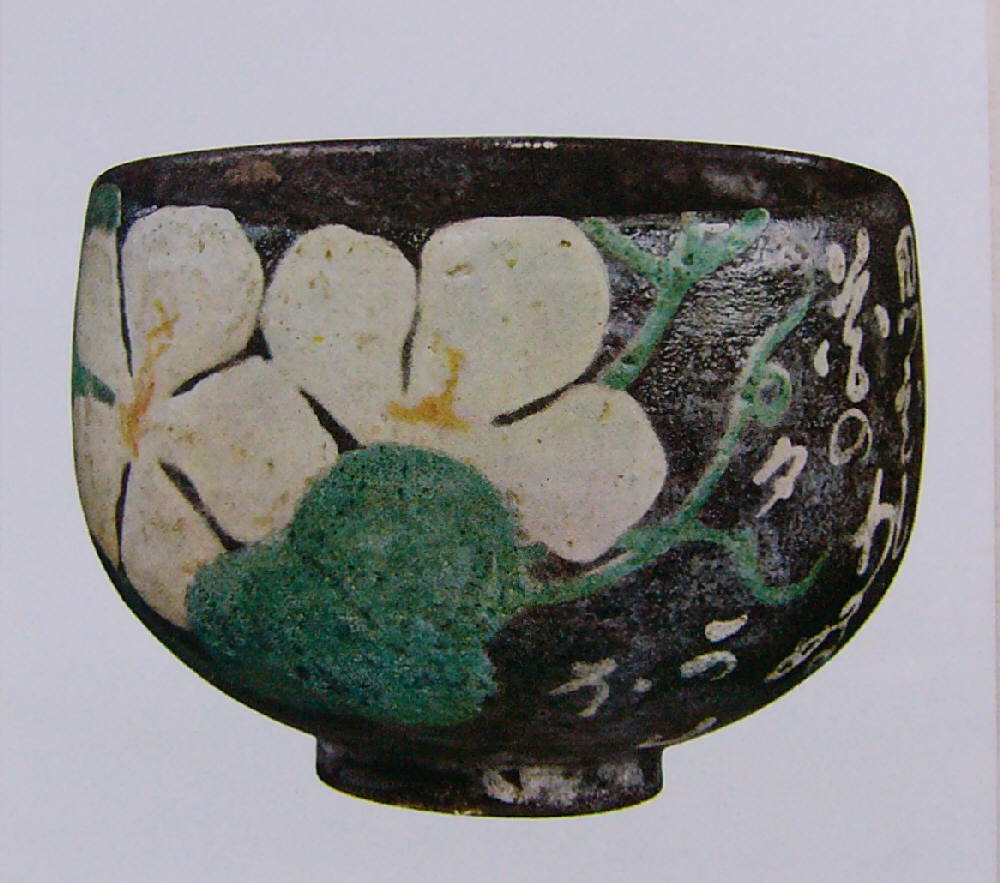
차완 명석안(茶碗 銘夕顔) 야마토 분카간 미술관

## 사노겐잔 진위논란
쇼와37년(1962년), 도치기현 사노시의 옛 집에서 발견된 도자기 200점(교토 거주 수집가 소장)이 사노시에서 발견된 오가타 겐잔의 작품이라 해서 사노겐잔(私野乾山)이라 불리며 진위 논란에 휩싸였다. 가와바타 야스나리는 혹평하였으나 고바야시 히데오와 버나드 리치는 극찬하였다. 이 사건은 일본최대의 위작논란이다. 이 문제에 대해서 아오야기 미즈호는 요미우리 신문석간에서 "한마디로 말하자면 전문가들도 오가타 겐잔에 대해 제대로 연구하지 않아 업자들 말에 끌려다닌 셈이다"라고 말했다.

## 같이 보기
- 린파
- 타와라야 소테츠
- 사카이 호이츠

## 참고 자료
- 가와하라 마사히코 저 「일본의 미술 154 겐잔」지문당, 1979년
- 아오야기 이즈미코 저 「아오야기 미즈호의 생애」신초샤, 2000년